# 티모크라테스 (로도스)
로도스의 티모크라테스(고대 그리스어: Τιμοκράτης ὁ Ῥόδιος)는 페르시아 제국의 사트라프 파르나바조스가 기원전 396년(또는 395년)에 스파르타에 대항하기 위해 그리스 도시 국가에 돈을 뿌리기 위해 파견한 로도스 출신의 고대 그리스인이다. 그는 아테나이, 테바이, 코린토스와 아르고스를 방문했다. 그의 움직임으로 테바이가 스파르타를 도발하게 되어 전쟁이 일어났으며, 이것이 기원전 395년부터 387년까지 22년간 이어진 코린토스 전쟁이었다.
티모크라테스가 부여받은 주요 임무의 목적은 스파르타의 왕 아게실라오스 2세로 하여금 이오니아에서 군대를 철수시키게 하는 것이었다. 그는 임무를 성공적으로 달성했으며, 이로 인해 플루타르코스는 페르시아 금화에 박힌 “1천명의 페르시아 궁수가 아게실라오스는 아시아에서 몰아내게 했다”고 기록한 근거가 되게 했다.

## 참고 문헌
- Fine, John V.A. The Ancient Greeks: A critical history (하버드 대학교 출판부, 1983) ISBN 0-674-03314-0
- 플루타르코스, 아게실라오스 전
- 크세노폰 (1890s) [original 4th century BC]. 위키문헌 링크 헬레니카. 번역. Henry Graham Dakyns. 위키문헌.